# Université de Tasmanie
L'université de Tasmanie (en anglais : University of Tasmania ; en abrégé : UTAS, UTas ou Tas Uni) est une université australienne qui possède trois campus en Tasmanie. C'est la quatrième plus ancienne université australienne. Elle fut créée le 1er janvier 1890 et est membre de l'association internationale des universités du Commonwealth (« the international Association of Commonwealth Universities »). L'université travaille avec des universités étrangères pour offrir à ses étudiants une expérience internationale avec des possibilités d'échange avec plus de quarante organismes en Europe, en Asie et en Amérique du Nord.
Ses deux principaux campus sont le campus de Sandy Bay à environ cinq minutes du centre de la ville de Hobart et le campus Newnham à environ dix minutes de la ville de Launceston. L'université a un troisième petit campus : le Cradle Coast Campus, situé à Burnie, qui offre un petit nombre de places dans des domaines variés et offre aussi des parcours d'étude de cinq ans sur nombre de sujets pour attirer les étudiants dans cette partie de l'État et pour faciliter les études dans ces régions rurales.
L'université, l'Australian Maritime College et le TAFE Tasmania, sont les seuls centres d'enseignement supérieur en Tasmanie.

## Organisation des facultés

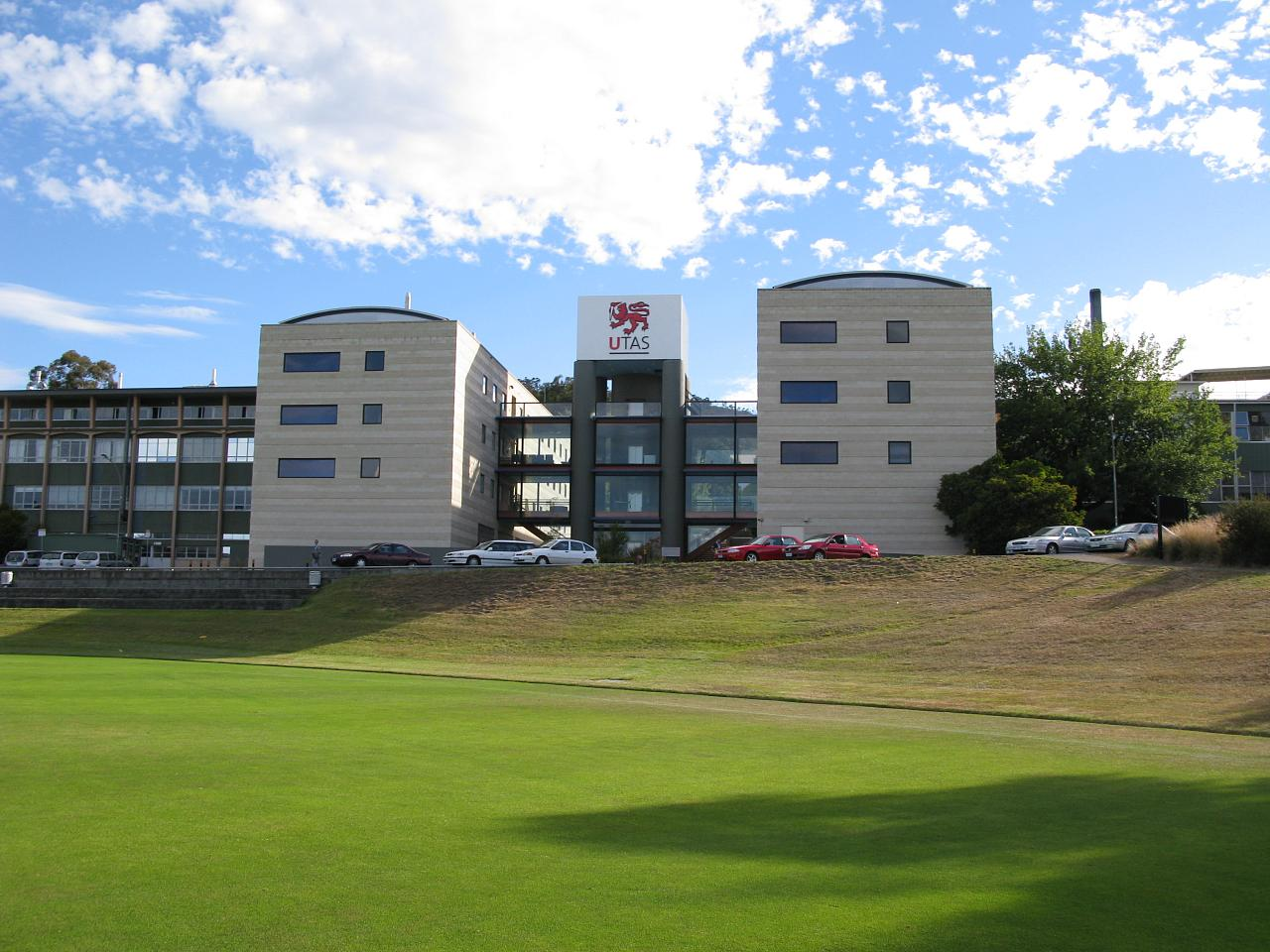
Les bâtiments de l'université à Hobart.

### Faculté des lettres
- Conservatoire de musique
- Riawunna (Centre d'études indigènes)
- School of Asian Languages & Studies
- School of English, Journalism & European Languages
- School of Government
- School of History & Classics
- School of Philosophy
- School of Sociology & Social Work
- School of Visual & Performing Arts
- Tasmanian School of Art

### Faculté de commerce
- School of Accounting and Corporate Governance
- School of Economics and Finance
- School of Information Systems
- School of Management

### Faculté d'enseignement
- School of Education

### Faculté des sciences de la santé
- School of Human Life Sciences
- School of Medicine
- School of Nursing & Midwifery
- Tasmanian School of Pharmacy
- Rural Clinical School
- Department of Rural Health

### Faculté de droit
- Centre for Legal Studies